# Jean-François Croizier
Jean-François Croizier (Billom, 2 novembre 1787 – Rodez, 2 aprile 1855) è stato un vescovo cattolico francese.

## Biografia
Abbandonò gli iniziali studi giuridici per entrare nel seminario di San Sulpizio e fu ordinato sacerdote il 5 aprile 1817.
Si dedicò alla predicazione delle missioni popolari e in seguito fu nominato vicario generale della diocesi di Moulins.
Vescovo di Rodez dal 1842, i primi anni del suo episcopato furono segnati da un processo per diffamazione intentatogli dal giornale anticlericale Univers: la causa si concluse nel 1845 con la condanna del giornale.
Per l'istruzione dei ragazzi delle campagne dell'Aveyron, nel 1850 fondò la congregazione dei fratelli di San Giovanni, che nel 1854 furono uniti ai chierici di San Viatore.
Fondò un collegio a Saint-Affrique, affidato ai gesuiti, uno a Graves, gestito dai picpusiani, e uno a Rodez, retto dal clero secolare.
Morì durante un'epidemia di colera nel 1854.

## Genealogia episcopale e successione apostolica
La genealogia episcopale è:
- Cardinale Guillaume d'Estouteville, O.S.B.Clun.
- Papa Sisto IV
- Papa Giulio II
- Cardinale Raffaele Sansone Riario
- Papa Leone X
- Papa Paolo III
- Cardinale Francesco Pisani
- Cardinale Alfonso Gesualdo di Conza
- Papa Clemente VIII
- Cardinale Pietro Aldobrandini
- Cardinale Laudivio Zacchia
- Cardinale Antonio Barberini, O.F.M.Cap.
- Cardinale Nicolò Guidi di Bagno
- Arcivescovo François de Harlay de Champvallon
- Cardinale Louis-Antoine de Noailles
- Vescovo Jean-François Salgues de Valderies de Lescure
- Arcivescovo Louis-Jacques Chapt de Rastignac
- Arcivescovo Christophe de Beaumont du Repaire
- Cardinale César-Guillaume de la Luzerne
- Arcivescovo Gabriel Cortois de Pressigny
- Arcivescovo Hyacinthe-Louis de Quélen
- Vescovo Antoine de Pons de La Grange
- Vescovo Jean-François Croizier

La successione apostolica è:
- Vescovo Jean-Antoine-Marie Foulquier (1849)